# Bình Đại, Vĩnh Long
Bình Đại là một xã thuộc tỉnh Vĩnh Long, Việt Nam.
Trước ngày 16 tháng 6 năm 2025, Bình Đại là thị trấn huyện lỵ của huyện Bình Đại, tỉnh Bến Tre. 

## Địa lý
Xã Bình Đại có vị trí địa lý:
- Phía đông giáp xã Thới Thuận.
- Phía tây giáp xã Thạnh Trị.
- Phía nam giáp xã Thạnh Phước.
- Phía bắc giáp tỉnh Đồng Tháp, ranh giới là sông Mỹ Tho.

Xã Bình Đại có diện tích 44,7 km², dân số năm 2025 là 33.881 người, mật độ dân số đạt 757 người/km².

## Hành chính
Thị trấn Bình Đại được chia thành 6 ấp, khu phố với 97 tổ nhân dân tự quản.

## Lịch sử
Ngày 3 tháng 4 năm 1979, Hội đồng Chính phủ ban hành Quyết định số 141-CP về việc chia thị trấn Bình Đại thành hai đơn vị hành chính lấy tên là xã Bình Thắng và thị trấn Bình Đại.
Ngày 20 tháng 1 năm 2016, Bộ Xây dựng ban hành Quyết định 67/QĐ-BXD về việc công nhận thị trấn Bình Đại mở rộng đạt tiêu chuẩn đô thị loại IV (với tổng diện tích là 1.383,94 ha bao gồm diện tích thị trấn Bình Đại hiện tại 951,94 ha và phần mở rộng diện tích 432 ha).
Ngày 16 tháng 6 năm 2025, Ủy ban Thường vụ Quốc hội ban hành Nghị quyết số 1687/NQ-UBTVQH15 về việc sắp xếp các đơn vị hành chính cấp xã của tỉnh Vĩnh Long năm 2025. Theo đó, sắp xếp toàn bộ diện tích tự nhiên, quy mô dân số của thị trấn Bình Đại và các xã Bình Thới, Bình Thắng thành xã mới có tên gọi là xã Bình Đại.
Sau khi sáp nhập, xã Bình Đại có 44,7 km² diện tích tự nhiên và dân số 33.881 người.

## Kinh tế
Người dân xã Bình Đại sống chủ yếu bằng nghề kinh doanh thương mại, dịch vụ và nuôi trồng thủy sản. Nằm trên quốc lộ 57B (trước đây là đường tỉnh 883), xã Bình Đại được xem là vị trí thuận lợi đưa huyện trở thành địa bàn kinh tế, là một đầu mối giao thương quan trọng trong lĩnh vực kinh tế, văn hóa, xã hội, bởi nó được tỏa đi các địa phương và nối liền với trục kinh tế nằm dọc bên bờ sông Tiền.